# Jajce
Jajce er en by, som ligger i Bosnien-Hercegovina ved bredden af de to floder Pliva og Vrbas. 
Det menes, at byen har fået sit navn efter et æggelignende bjerg ("jajce" betyder lille æg på bosnisk, kroatisk og serbisk), hvorpå der ligger et gammelt middelalderfort, som blev bygget af Hrvoje Vukčić Hrvatinić. 
Byen var hovedsæde for den middelalderlige bosniske stat og dens konger Tvrtko II Tvrtković, Stjepan Tomas og Stjepan Tomasević i perioden 1423 – 1463. Der er mange monumenter fra den tid, som fx den Gamle By (Stari Grad), Bjørnetårnet (Medvjed kula), Sankt Lukas kirketårn, Sankt Maria kirken og katakomber. 
I 1464 blev Jajce okkuperet af tyrkerne, som ødelagde alle kristne monumenter eller lavede dem om til moskeer og efterlod spor af deres kultur fx Sahattårnet og moskeen Esma-sultanija bygget i 1753 oven på Sankt Katarina kirken. Efter tyrkernes lange og hårde okkupation blev byen okkuperet af Østrig-Ungarn den 7. august 1878. Deres besættelse, terror og udnyttelse varede til 1918. Under 2. verdenskrig havde byen en meget vigtig rolle – i Sokolskibygningen, bygget i 1878, blev der afholdt den 2. Kongres (AVNOJ) den 29. november og den 30. november 1943, hvor der blev taget vigtige beslutninger. Heriblandt beslutningen om, at der skulle dannes en føderativ stat efter befrielsen, og at Tito skulle udnævnes til marskal (det vil sige øverstbefalende for de væbnede styrker).
Jajce blev befriet den 9. september 1944. Efter krigen blev byen udnævnt til museumsby. Der er bevaret mange dokumenter og monumenter fra denne periode. De bedst kendt bevarede bygninger er museet fra den 2. Kongres af AVNOJ (Antifasističko Vijece Narodnog Oslobodjenja Jugoslavije – Antifascistisk Forsamling for Folkebefrielse af Jugoslavien); den 1. Proletariat Brigades bygning; samt husene hvori Tito opholdt sig. 
Foruden dens historiske betydning er byen også en industri-, turist og- kulturby. 
Den 27. maj 1992 begyndte en ny krig i Jajce.